# Cristian Mungiu
Cristian Mungiu est un réalisateur, scénariste et producteur roumain né le 27 avril 1968 à Iași (Roumanie).
Son second long métrage, 4 mois, 3 semaines, 2 jours, a reçu la Palme d'or lors du Festival de Cannes 2007. Mungiu a également obtenu, au Festival de Cannes 2012, le Prix du scénario pour son film Au-delà des collines (en roumain : După dealuri) qui a par ailleurs valu aux actrices Cosmina Stratan et Cristina Flutur le Prix d'interprétation féminine. Baccalauréat, son cinquième long métrage, lui apporte ensuite le Prix de la mise en scène cannois en 2016.

## Biographie
Cristian Mungiu a étudié la littérature anglaise et américaine à l'université de Iași (Roumanie), puis s'est formé à la réalisation cinématographique à l'école de théâtre et de cinéma de Bucarest.
Pendant ses études, Cristian Mungiu a travaillé en tant qu'assistant-réalisateur sur diverses productions étrangères tournées en Roumanie, notamment Capitaine Conan de Bertrand Tavernier (1996) et Train de vie de Radu Mihăileanu (1998). Il termine son cursus cinématographique en 1998 et réalise ensuite des publicités pour gagner sa vie.
Son premier long métrage, Occident, est remarqué à la Quinzaine des réalisateurs, section parallèle du Festival de Cannes. Son second film, 4 mois, 3 semaines, 2 jours, qui traite du problème délicat de l'avortement dans la Roumanie de la fin de l'ère Ceaușescu, reçoit la Palme d'or et le Prix de l'Éducation nationale en 2007 lors de la soixantième édition cannoise. Le film a soulevé quelques polémiques notamment en Italie et en France où les ligues anti-avortement ont tenté de bloquer l'édition du film en DVD pédagogique pour les classes de collège et lycée.
En 2009, il coréalise, avec d'autres cinéastes de sa génération, Contes de l'âge d'or, film à sketches se déroulant à la fin du règne du Conducător. Puis il quitte momentanément la période Ceaușescu grâce à Au-delà des collines où il revient malgré tout sur l'histoire récente de la Roumanie afin de narrer les dessous d'un exorcisme tragique survenu dans un monastère reculé au milieu des années 1990. Diversement reçu par la critique lors de sa présentation au Festival de Cannes 2012, le film y est néanmoins triplement récompensé. Il obtient en effet le Prix du scénario et un double Prix d'interprétation pour les comédiennes Cosmina Stratan et Cristina Flutur.
En 2013, il est membre du jury du 66e Festival de Cannes, présidé par Steven Spielberg. En 2016, il revient dans la compétition cannoise avec Baccalauréat, portrait d'un médecin qui se corrompt pour que sa fille, traumatisée par une agression le jour des épreuves du  baccalauréat, obtienne d'une manière ou d'une autre le diplôme. Filmé en longs  plans-séquences, ce nouveau long métrage vaut à son auteur le Prix de la mise en scène à Cannes.
En mai 2017 il est président du jury de la Cinéfondation et des courts métrages lors du 70e Festival de Cannes. En juin 2017 il est président du jury lors du 20e Festival de Shanghai. Et en juin 2018 il est le Président du Jury des Films de la huitième édition du Festival International du Livre d'Art et du Film

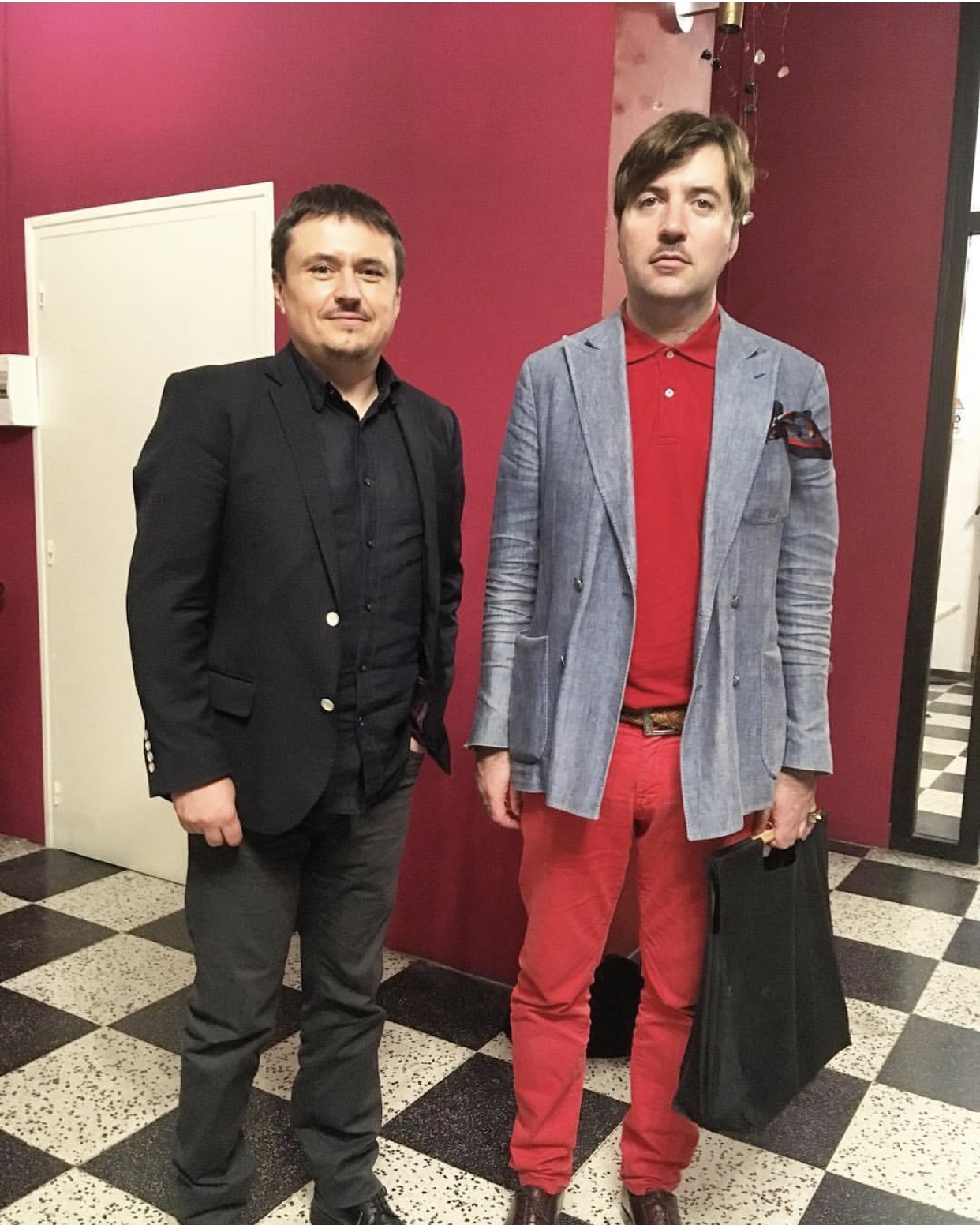
Cristian Mungiu (à gauche), aux côtés du réalisateur catalan Albert Serra, lors de la huitième édition du Festival International du Livre d'Art et du Film. Perpignan, Juin 2018.

## Filmographie

### comme réalisateur
Longs métrages
- 2002 : Occident

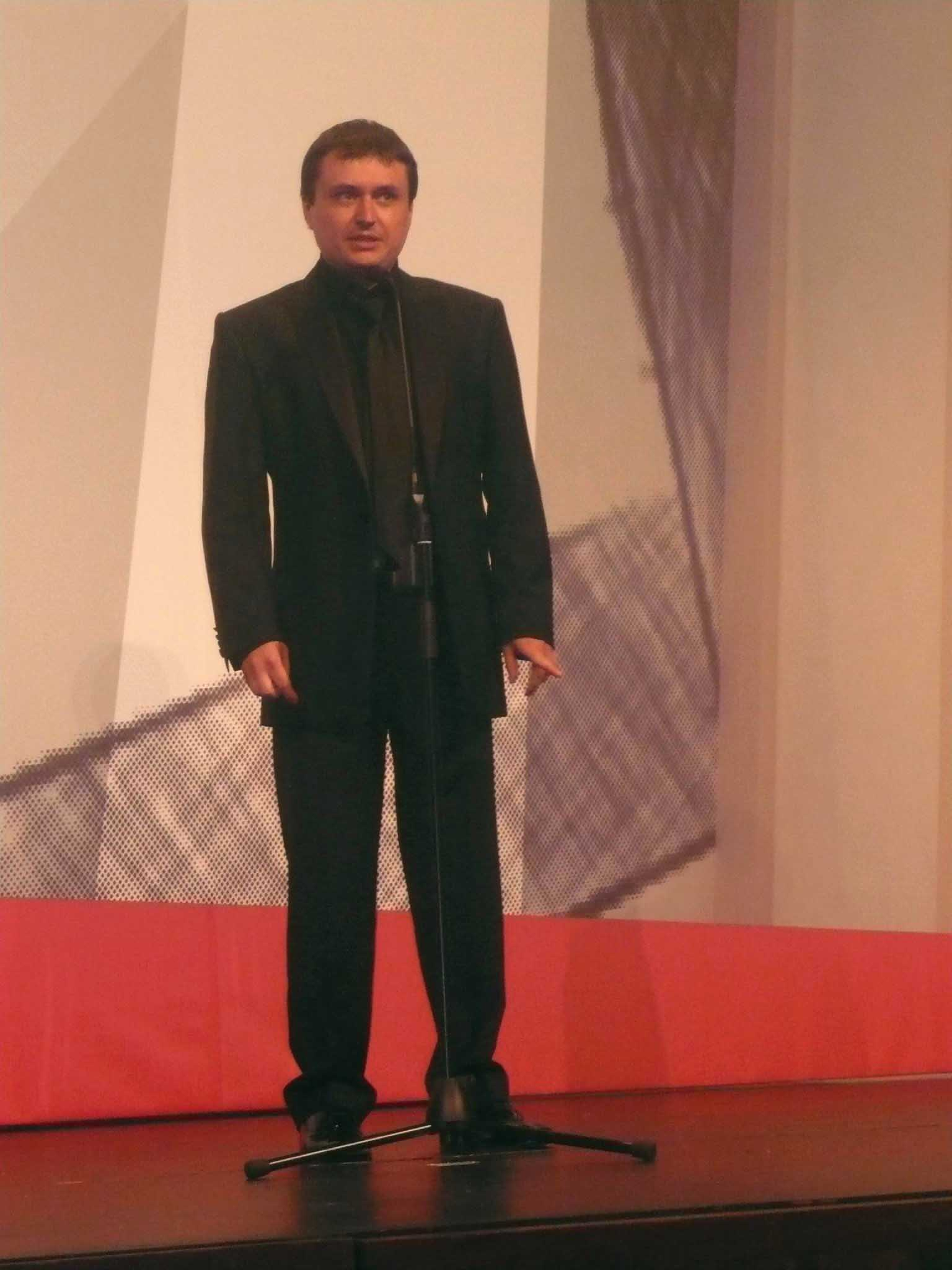
Cristian Mungiu (2007).

- 2007 : 4 mois, 3 semaines, 2 jours (4 luni, 3 săptămâni și 2 zile)
- 2009 : Contes de l'Âge d'Or (Amintiri Din Epoca de Aur)
- 2012 : Au-delà des collines (După dealuri)
- 2016 : Baccalauréat (Bacalaureat)
- 2022 : R.M.N.
- 2026 : Fjord

Courts-métrages
- 2000 : Zapping
- 2000 : Nici o întâmplare
- 2000 : Corul pompierilor

### comme scénariste
- 2000 : Zapping
- 2000 : Nici o întâmplare
- 2000 : Corul pompierilor
- 2002 : Occident

### comme producteur
- 2005 : București-Berlin
- 2006 : Offset

### comme adjoint au réalisateur
- 1996 : Capitaine Conan de Bertrand Tavernier
- 1998 : Train de vie de Radu Mihăileanu

## Prix
- 2007 : Palme d'or, Prix FIPRESCI de la Critique internationale et Prix de l'Éducation nationale au 60e Festival de Cannes pour 4 mois, 3 semaines, 2 jours
- 2007 : Prix du meilleur film européen et du meilleur réalisateur aux Prix du cinéma européen pour 4 mois, 3 semaines, 2 jours
- 2012 : Prix du scénario au 65e Festival de Cannes pour Au-delà des collines
- 2016 : Prix de la mise en scène au 69e Festival de Cannes pour Baccalauréat

## Nomination
- 2008 : nomination au César du meilleur film étranger pour 4 mois, 3 semaines, 2 jours

## Box-office France
| Année | Film                        | Entrées |
| ----- | --------------------------- | ------- |
| 2002  | Occident                    |         |
| 2007  | 4 mois, 3 semaines, 2 jours | 328 846 |
| 2009  | Contes de l'Âge d'Or        | 60 375  |
| 2012  | Au-delà des collines        | 65 178  |
| 2016  | Baccalauréat                | 49 823  |
| 2022  | R.M.N.                      | 76 934  |